# ATP World Tour Finals 2014 – mužská dvouhra

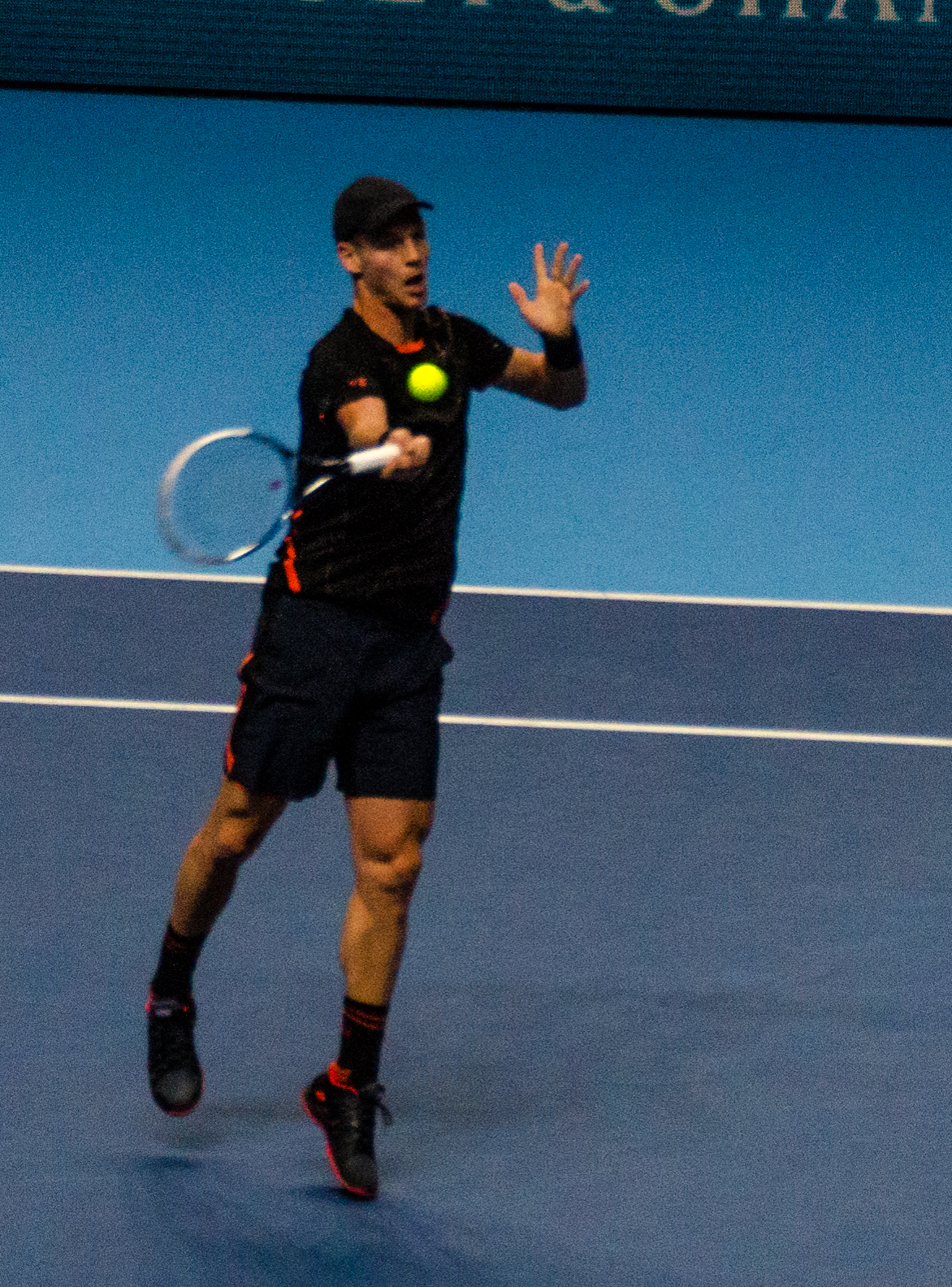
Berdych v utkání proti Wawrinkovi

Soutěže mužské dvouhry na Turnaji mistrů 2014 v Londýně se zúčastnilo osm nejlepších tenistů v klasifikaci žebříčku Emirates ATP. Dvojnásobným obhájcem titulu byl srbský hráč číslo jedna a trojnásobný vítěz Novak Djoković, který turnaj opět ovládl. Vytvořil na něm také nový rekord, když mu v základní skupině tři soupeři dokázali odebrat nejméně gamů v historii, a to pouhých devět her. Překonal tak McEnroea a Lendla, kteří v základní fázi ztratili 14 her.
Světová dvojka a šestinásobný vítěz Roger Federer po semifinále výhře, kdy odvrátil čtyři Wawrinkovy mečboly, nenastoupil do závěrečného boje pro bolest zad. Již postupem do semifinálové fáze vyrovnal Lendlův rekord dvanácti účastí mezi poslední čtyřkou hráčů. Poprvé se tak ve 45leté historii turnaje finálový duel neodehrál. Před vyprodanou nedělní arénou se basilejský rodák publiku omluvil: „Bohužel musím oznámit, že nejsem schopný dnes hrát finále proti Novakovi. Včera v závěru zápasu se Stanem jsem si poranil záda. Jsem velmi zklamaný a doufám, že se budu brzy cítit lépe.“ Teprve potřetí v kariéře odstoupil ze zápasu, když jich na svém kontě měl více než 1 200. Ani jednou přitom utkání neskrečoval. Do sezóny 2015 Srb vstupoval s náskokem 1 810 bodů před Federerem.
Celkově čtvrtá trofej z Turnaje mistrů připadla Djokovićovi, který se stal na závěrečné události prvním tenistou po 27 letech, jenž vyhrál tři ročníky za sebou. Hattrick před ním získali pouze Ivan Lendl v letech 1985–1987 a na počátku turnaje Ilie Năstase mezi roky 1971–1973. K neuskutečněnému souboji srbský hráč sdělil: „Tohle samozřejmě není cesta, jak bych chtěl vyhrát. Nebudu oslavovat tenhle titul, ale celou sezonu. A tahle trofej je korunou roku … Je mi Rogera líto. Jsem v tenisu deset let a Roger s Rafou jsou největšími soupeři, kteří do hry dávají vždy sto procent … Škoda, mohl to být skvělý duel mezi světovou jedničkou a dvojkou.“ Federera čekala pět dnů poté premiérová účast ve finále Davisova poháru proti Francii na lillské antuce.
Místo finále si Djoković zahrál prodloužený exhibiční set proti Andymu Murraymu, který vyhrál poměrem gamů 8–5.

## Nasazení hráčů
1. Novak Djoković (vítěz, 1 500 bodů, 2 075 000 USD)
2. Roger Federer (finále, 1 000 bodů, 1 095 000 USD)
3. Stan Wawrinka (semifinále, 400 bodů, 465 000 USD)
4. Kei Nišikori (semifinále, 400 bodů, 465 000 USD)
5. Andy Murray (základní skupina, 200 bodů, 310 000 USD)
6. Tomáš Berdych (základní skupina, 200 bodů, 310 000 USD)
7. Milos Raonic (základní skupina, odstoupil kvůli natržení stehenního svalu, 0 bodů, 155 000 USD)[3]
8. Marin Čilić (základní skupina, 0 bodů, 155 000 USD)

## Náhradníci
1. David Ferrer (nahradil M. Raonice, základní skupina, 0 bodů, 85 000 USD)[3]
2. Feliciano López (nenastoupil, 0 bodů, 85 000 USD)

## Soutěž
| Legenda                                                       |                                                                        |                                                   |
| - Q – kvalifikant - WC – divoká karta - LL – šťastný poražený | - Alt – náhradník - SE – zvláštní výjimka - PR/SR – žebříčková ochrana | - w/o – bez boje - r – skreč - d – diskvalifikace |

### Finálová fáze
|  | Semifinále | Semifinále     | Semifinále    | Semifinále    | Semifinále |   |    | Finále         | Finále | Finále | Finále | Finále |
|  |            |                |               |               |            |   |    |                |        |        |        |        |
|  | 1          | Novak Djoković | 6             | 3             | 6          |   |    |                |        |        |        |        |
|  | 4          | Kei Nišikori   | 1             | 6             | 0          |   |    |                |        |        |        |        |
|  | 4          | Kei Nišikori   | 1             | 6             | 0          |   | 1  | Novak Djoković | w/o    |        |        |        |
|  |            |                |               |               |            |   | 1  | Novak Djoković | w/o    |        |        |        |
|  |            | 2              | Roger Federer |               |            |   |    |                |        |        |        |        |
|  | 2          | 2              | Roger Federer | Roger Federer | 4          | 7 | 78 |                |        |        |        |        |
|  | 2          |                |               | Roger Federer | 4          | 7 | 78 |                |        |        |        |        |
|  | 3          | Stan Wawrinka  | 6             | 5             | 6          |   |    |                |        |        |        |        |

### Skupina A
|    |                | Djoković | Wawrinka      | Berdych  | Čilić         | Zápasy V/P  | Sety V/P     | Hry V/P        | Pořadí |
| 1. | Novak Djoković |          | 6–3, 6–0      | 6–2, 6–2 | 6–1, 6–1      | 3–0 (100 %) | 6–0 (100 %)  | 36–9 (80 %)    | 1.     |
| 3. | Stan Wawrinka  | 3–6, 0–6 |               | 6–1, 6–1 | 6–3, 4–6, 6–3 | 2–1 (75 %)  | 4–3 (57,1 %) | 31–26 (54,4 %) | 2.     |
| 6. | Tomáš Berdych  | 2–6, 2–6 | 1–6, 1–6      |          | 6–3, 6–1      | 1–2 (25 %)  | 2–4 (33,3 %) | 18–28 (39,1 %) | 3.     |
| 8. | Marin Čilić    | 1–6, 1–6 | 3–6, 6–4, 3–6 | 3–6, 1–6 |               | 0–3 (0 %)   | 1–6 (14,3 %) | 18–40 (31 %)   | 4.     |

Pořadí bude určeno na základě následujících kritérií: 1) počet vyhraných utkání; 2) počet odehraných utkání; 3) vzájemný poměr utkání u dvou hráčů se stejným počtem výher; 4) procento vyhraných setů, procento vyhraných her u třech hráčů se stejným počtem výher, poté poměr vzájemných utkání 5) postavení na žebříčku ATP.
- V/P – výhry / prohry

### Skupina B
|       |                           | Federer                    | Nišikori                   | Murray                | Raonic Ferrer              | Zápasy V/P          | Sety V/P                | Hry V/P                         | Pořadí |
| 2.    | Roger Federer             |                            | 6–3, 6–2                   | 6–0, 6–1              | 6–1, 7–6(7–0) (vs/ Raonic) | 3–0 (100 %)         | 6–0 (100 %)             | 37–13 (74,00 %)                 | 1.     |
| 4.    | Kei Nišikori              | 3–6, 2–6                   |                            | 6–4, 6–4              | 4–6, 6–4, 6–1 (vs/ Ferrer) | 2–1 (75 %)          | 4–3 (57,10 %)           | 33–31 (51,60 %)                 | 2.     |
| 5.    | Andy Murray               | 0–6, 1–6                   | 4–6, 4–6                   |                       | 6–3, 7–5 (vs/ Raonic)      | 1–2 (25 %)          | 2–4 (33,33 %)           | 22–32 (40,70 %)                 | 3.     |
| 7. 9. | Milos Raonic David Ferrer | 1–6, 6–7(0–7) (vs/ Raonic) | 6–4, 4–6, 1–6 (vs/ Ferrer) | 3–6, 5–7 (vs/ Raonic) |                            | 0–2 (0 %) 0–1 (0 %) | 0–4 (0 %) 1–2 (33,33 %) | 15–26 (36,60 %) 11–16 (40,70 %) | X 4.   |

Pořadí bude určeno na základě následujících kritérií: 1) počet vyhraných utkání; 2) počet odehraných utkání; 3) vzájemný poměr utkání u dvou hráčů se stejným počtem výher; 4) procento vyhraných setů, procento vyhraných her u třech hráčů se stejným počtem výher, poté poměr vzájemných utkání 5) postavení na žebříčku ATP.
- V/P – výhry / prohry